# San Francesco d'Assisi ad Acilia
San Francesco d'Assisi ad Acilia (in latino: Titulus Sancti Francisci Assisiensis in Acilia) è un titolo cardinalizio istituito da papa Giovanni Paolo II nel concistoro del 21 febbraio 2001. Il titolo insiste sulla chiesa di San Francesco d'Assisi ad Acilia, sita nella zona Acilia Nord e sede parrocchiale dal 16 ottobre 1954.
Dal 21 febbraio 2001 il titolare è il cardinale Wilfrid Fox Napier, arcivescovo emerito di Durban.

## Titolari
- Wilfrid Fox Napier, O.F.M., dal 21 febbraio 2001